# Gisèle Casadesus
Gisèle Casadesus (Párizs, 1914. június 14. – Párizs, 2017. szeptember 24.) francia színésznő.

## Filmjei

### Mozifilmek
- L'aventurier (1934)
- Vautrin (1943)
- Coup de tête (1944)
- Paméla (1945)
- L'homme au chapeau rond (1946)
- Les aventures de Casanova (1947)
- Route sans issue (1948)
- Entre onze heures et minuit (1949)
- Du Guesclin (1949)
- Le mouton enragé (1974)
- Ítélet (Verdict) (1974)
- Une femme fidèle (1976)
- Un mari, c'est un mari (1976)
- Un oursin dans la poche (1977)
- Édes hazugságok (Sweet Lies) (1987)
- Viharos nyár (Un été d'orages) (1989)
- Rajta, fiatalok! (Roulez jeunesse!) (1993)
- Hommes, femmes, mode d'emploi (1996)
- Album de famille (1996, röbvidfilm)
- Post coïtum animal triste (1997)
- Riches, belles, etc. (1998)
- A lápvidék gyermekei (Les enfants du marais) (1999)
- La dilettante (1999)
- Aïe (2000)
- Les deux vieilles dames et l'Accordeur (2001, rövidfilm)
- J'me souviens plus... (2001, rövidfilm)
- Csak egy csokor virág! (C'est le bouquet!) (2002)
- Le Noël de Lily (2005, rövidfilm)
- Mitterrand utolsó napjai (Le promeneur du Champ de Mars) (2005)
- Házavatás (Travaux, on sait quand ça commence...) (2005)
- Királyi kalamajka (Palais royal!) (2005)
- Az oltári nagy lakás (Le grand appartement) (2006)
- Le quatrième morceau de la femme coupée en trois (2007)
- A belső kör (Le premier cercle) (2009)
- Kankant (2009, rövidfilm)
- A sündisznó (Le hérisson) (2009)
- La vieille dame et le garçon (2010, rövidfilm)
- Nem beszélek zöldségeket! (La tête en friche) (2010)
- Ces amours-là (2010)
- Porteur d'hommes (2010, rövidfilm)
- Sarah kulcsa (Elle s'appelait Sarah) (2010)
- Intérieur femme (2011, rövidfilm)
- Sous le figuier (2012)
- Week-ends (2014)
- La sonate des spectres (2015)
- Marion (2015, rövidfilm)

### Tv-filmek
- Week-end surprise (1960)
- La belle aventure (1971)
- Une vieille maîtresse (1975)
- Mamie Rose (1976)
- Gondolkodó robotok (Le collectionneur des cerveaux) (1976)
- Un crime de notre temps (1977)
- Un ours pas comme les autres (1978)
- Le devoir de français (1978)
- Les amours sous la Révolution: Les amants de Thermidor (1978)
- La lumière des justes (1979)
- Roméo et Baucis (1979)
- Comme chien et chat (1980)
- La folle de Chaillot (1980)
- Le curé de Tours (1980)
- Le crime de Mathilde (1985)
- Claire (1986)
- Le hérisson (1989)
- Lise ou L'affabulatrice (1995)
- Sötét bűnök egyenes adásban (J'ai rendez-vous avec vous) (1996)
- Tout ce qui brille (1996)
- Mis en bouteille au château (2005)
- Marie-Octobre (2008)
- Le grand restaurant II (2011)

### Tv-sorozatok
- Plaisir du théâtre (1960, egy epizódban)
- Les compagnons de Jehu (1966, két epizódban)
- Au théâtre ce soir (1966–1976, hét epizódban)
- Le tribunal de l'impossible (1968, egy epizódban)
- Les enquêtes du commissaire Maigret (1971, egy epizódban)
- Valérie (1974)
- Cinéma 16 (1978, egy epizódban)
- Le vérificateur (1979, egy epizódban)
- Les dames de cœur (1980, hat epizódban)
- Allô Béatrice (1984, egy epizódban)
- Grand hôtel (1986, egy epizódban)
- Maigret (1993, 2002, két epizódban)
- P.J. (1999, egy epizódban)
- Docteur Sylvestre (2001, egy epizódban)
- Une femme d'honneur (2005, egy epizódban)